# Флаг-футбол в России
Флаг-футбол (бесконтактная версия американского футбола) появился в России в 2000-е годы. Одной из причин его появления стал интерес к американскому футболу в различных регионах страны, как молодых парней, так и девушек. В столице Детская лига американского футбола (ДЛАФ) начала проводить Открытые первенства Москвы по флаг-футболу по юношеским возрастным категориям с участием команд из Подмосковья и Санкт-Петербурга.
Первые мужские команды по флаг-футболу были созданы в столичном регионе и на Северо-Западе (Санкт-Петербург, Ленинградская область, Карелия). Девушки стали играть, кроме столицы, на Урале, Дальнем Востоке, черноморском побережье Краснодарского края. Именно интерес растущий интерес женщин к новой спортивной дисциплине подвиг Федерацию американского футбола России проводить ежегодные всероссийские соревнования по флаг-футболу. Женские Кубки России проводились с 2015 года и по своей структуре и достаточно солидной географии (до 12-15 команд участниц) больше походили на чемпионаты. Летом 2021 года женский Кубок России по флаг-футболу был переименован в Чемпионат России.
20 сентября 2021 года Приказом Министерства спорта Российской Федерации флаг-футбол был включён в список действующих видов спорта в России.

## Чемпионат (Кубок) России

### Женщины
| Год  | 1 место                               | 2 место                               | 3 место                               |
| ---- | ------------------------------------- | ------------------------------------- | ------------------------------------- |
| 2015 | «Уральские саламандры» (Екатеринбург) | «Юникорнс» (Москва)                   | «Ракеты» (Самара)                     |
| 2016 | «Сирены» (Москва)                     | «Ирбис» (Челябинск)                   | «Юникорнс» (Москва)                   |
| 2017 | «Сирены» (Москва)                     | «Юникорнс» (Москва)                   | «Ирбис» (Челябинск)                   |
| 2018 | «Сирены» (Москва)                     | «Уральские саламандры» (Екатеринбург) | МЧС (Санкт-Петербург)                 |
| 2019 | «Юникорнс» (Москва)                   | «Уральские саламандры» (Екатеринбург) | «Ласточки» (Ярославль)                |
| 2020 | «Юникорнс - L» (Москва)               | «Ред Фоксес» (Екатеринбург)           | «Юникорнс - G» (Москва)               |
| 2021 | «Зомбис» (Москва)                     | «Единороги - Л» (Москва)              | «Уральские саламандры» (Екатеринбург) |
| 2022 | «Зомбис» (Москва)                     | «Ред Фоксес» (Екатеринбург)           | «Юникорнс» (Москва)                   |

### Мужчины
Мужские официальные турниры по флаг-футболу в России не имеют такой четкой структуры, как у девушек. До сих пор чемпионаты и Кубки страны проводятся от случая к случая, с большим временем интервалом по годам. Мужчины свой первый всероссийский турнир провели в 2012 году. Основные силы мужского флаг-футбола в России сосредоточены в Москве, где действует целое флаг-футбольное сообщество. Московские мужские команды имеют характерные названия: «Крепкие орехи», «Зюзино Зомбис», «Джек», «Sparrow», что лишний раз подчеркивает их полуофициальный статус. После чемпионата России 2012 года (Его итоги: 1. «Крепкие орехи», 2. «Джек», 3. «Юнайтед») мужчины сподобились на такой турнир лишь через девять лет (Итоги: 1. «Sparrow», 2. «Зюзино Зомбис», 3. «Крепкие орехи»).
В 2016 и 2019 годах проходил мужской Кубок России. В первом победу одержали «Красные панды» из Санкт-Петербурга, во втором «Зюзино Зомбис» победили в финале «Крепкие орехи».
В апреле 2017 года состоялся розыгрыш юношеского Кубка России с участием двух составов клуба «Охотники» из Луги (ныне известен как «Северный легион»), двух составов московских «Патриотов» и петербургского клуба «Белые Тигры». В финале «Охотники» одержали победу над «Тиграми» 21:0, в матче за 3-е место первый состав «Патриотов» взял верх над вторым 13:6. В сентябре 2017 года состоялся розыгрыш Открытого кубка Санкт-Петербурга с участием семи комнад: первое место заняли питерские «Красные Панды», второе место — петрозаводские «Оружейники», третье — «Охотники» из Луги.

## Другие клубные турниры
24 февраля 2023 года в Москве состоялся женский турнир Ruby Bowl 2023.
12 июня 2023 года впервые в Воронеже состоялся турнир по флаг-футболу при участии семи клубов: организатором выступил местный клуб «Могучие утки».
28 сентября 2023 года в Москве прошёл турнир Memory Bowl с участием мужских и женских команд из России, Республики Беларусь и Турции. В турнире участвовали три клуба Петрозаводского государственного университета: «Оружейники» (мужчины), «Ласки» (женщины) и «Хищники» (юниорский турнир). В финале мужского турнира победу одержали московские «Воробьи», обыгравшие «Оружейников»: всеми петрозаводскими командами руководил тренер и преподаватель кафедры физической культуры ПетрГУ Сергей Владимирович Корнев.
С того же 2023 года в Нижнем Новгороде разыгрывается Кубок Нижегородской области имени В. П. Чкалова.
В 2024 году в Москве прошёл финал Всероссийских студенческих соревнований с участием команд Вологодского государственного университета (ВоГу), Московского университета имени В. Ю. Витте, Первого Московского государственного медицинского университета им. И. М. Сеченова (МГМУ имени Сеченова) и Нижегородского государственного архитектурно-строительного университета (ННГАСУ). По итогам турнира победу праздновали вологжане.
Также 3 ноября 2024 года в Вологде на стадионе «Витязь» прошли соревнования в рамках чемпионата Вологодской области с участием девяти клубов из Вологды, Череповца, Санкт-Петербурга, Петрозаводска и Шексны.
В феврале 2025 года на Кубке Ярослава Мудрого в Ярославле в призёрах оказались вологодские клубы «Варяги» (серебряные медали U-12 и U-14) и «Беркуты» (бронзовые медали, старший состав).

## Сборные
В конце 2021 года обе сборные России в «нейтральном» статусе приняли участие в чемпионате мира, который проходил в Израиле. Мужская сборная заняла 12-е место, женщины финишировали 13-ми.
В начале 2024 года женский клуб «Зомбис» выиграл турнир The Biggest Bowl в мексиканском Канкуне, а в начале 2025 года выиграл турнир MAFA International Championship, проходивший в Малайзии.
Всё та же женская команда «Зомбис», фактически являвшаяся сборной России, выиграла в 2025 году международный турнир Ready For Play Cup II, проходивший в таиландском городе Паттайя. По ходу турнира россиянки выиграли все матчи: на групповом этапе они победили китайский клуб Lady Legends 49:8, малайзийский Gades Rentap 52:19 и китайский Rongsheng Bape 26:0. В четвертьфинале они обыграли австралийскую команду Lady Gremlins 25:0, в полуфинале в сложнейшем поединке победили команду WFFN Team America 28:25, уступая за 10 минут до конца матча 8:25. В финале против китайской команды Love and Thunder они уступали к перерыву 6:20, но во втором тайме сократили разрыв 20:27, а в последние минуты вырвали победу 32:27.
В составе московского клуба на турнире в Паттайе играли Олеся Каюрова, Елена Дрофинская (лучший игрок нападения), Александра Щербакова (капитан и лучший игрок защиты), Ирина Борисевич (лучший игрок турнира), Мария Ковальчук, Даниэлла Джейлани, Софья Лауре и Дарья Брюховецкая. На том же турнире в Паттайе среди мужчин выступил клуб «Казанские Моторы», который не вышел в плей-офф.